# ケイティ・ジェーン・ガーサイド
ケイティ・ジェーン・ガーサイド（KatieJane Garside、1968年7月8日 - ）は、イギリス出身の歌手、作詞家である。
デイジー・チェインソー、クイーンアドリーナのボーカリストとして知られる。ガールズ・ゴシック・ロックの元祖と呼ばれている。

## 略歴
- 1990年、デイジー・チェインソーへ加入[3]
- 1992年、ワン・リトル・インディアンからアルバム『イレヴンティーン』でデビュー[3]。
- 1993年、デイジー・チェインソーを脱退。以降、湖水地方で生活する。
- 1999年、元デイジー・チェインソーのギタリスト、クリスピン・グレイと共にクイーンアドリーナを結成[3]。

## ディスコグラフィ

### ソロ・アルバム
- Lalleshwari/Lullabies in a Glasswilderness (2005年)
- Corps Electriques (2008年) ※エクトル・ザズーとのコラボレーション

### デイジー・チェインソー
- 『イレヴンティーン』 - Eleventeen (1992年、One Little Indian)

### クイーンアドリーナ
- 『タクシダーミー』 - Taxidermy (2000年)
- Drink Me (2002年)
- 『ブッチャー&バタフライ』 - The Butcher and the Butterfly (2005年)
- 『ライブ・アット・ザ・ICA』 - Live at the ICA (2005年)
- 『ライド・ア・コック・ホース』 - Ride a Cock Horse (2007年)
- 『ジン』 - Djin (2008年)

### ルビー・スロート
- The Ventriloquist (2007年) ※500枚限定、サイン&ナンバー入[4]
- Out of a Black Cloud Came a Bird (2009年) ※500枚限定、ファイン・アート10枚、写真5枚等入[5]
- O' Doubt O' Stars (2012年) ※500枚限定、いくつかヴァージョンがある[6]
- Baby Darling Taporo (2017年)

### ライアー、フラワー
- Geiger Counter (2020年)

### 参加アルバム
- クリーミング・ジーザス : Guilt By Association (1992年)
- フロストバイト : 『セコンド・カミング』 - The Second Coming (1993年)
- The Sacred Sawdust Ring : The Greatest Show Of Truth (1994年)
- テスト・デパートメント : Totality 1 (1995年)
- テスト・デパートメント : Totality (1995年)
- テスト・デパートメント : Totality 1 & 2: The Mixes (1997年)
- マイナス : Halldór Laxness (2004年)
- ゴースティジタル : In Cod We Trust (2006年)
- ストーリーズ・フロム・ザ・ムーン : Stories From The Moon (2006年)
- ジェフ・ゼントナー : The Dying Days Of Summer (2009年)

## 出演作品
- Penance (2007年)
Nikolai Galitzineによるショートフィルム。The Clash、Queenadreenaのドラマーであったピート・ハワードとともに出演。劇中で『Lullabies in a Glass Wilderness』に収録されている曲が一部使用されている。